# Tunnel dell'amore di Klevan
Il tunnel dell'amore (in ucraino Туне́ль Коха́ння?, Tunel' Kochannja) è un tratto di ferrovia abbandonato situato vicino a Klevan in Ucraina. Collega una foresta a una falegnameria, è lungo circa 5 km ed è considerato il posto più romantico dell'Ucraina.
Questo fenomeno botanico è stato reso possibile dal regolare passaggio del treno in mezzo all'inarrestabile crescita degli alberi e cespugli lungo il suo tragitto. Infatti  tagliando i rami crea una forma ad arco del verde. Solo la prima parte del tunnel, circa 1 km, permette di avere una forma regolare, spingendosi in avanti la natura diventa più selvaggia e gli alberi lasciano degli spazi vuoti.

## Galleria d'immagini

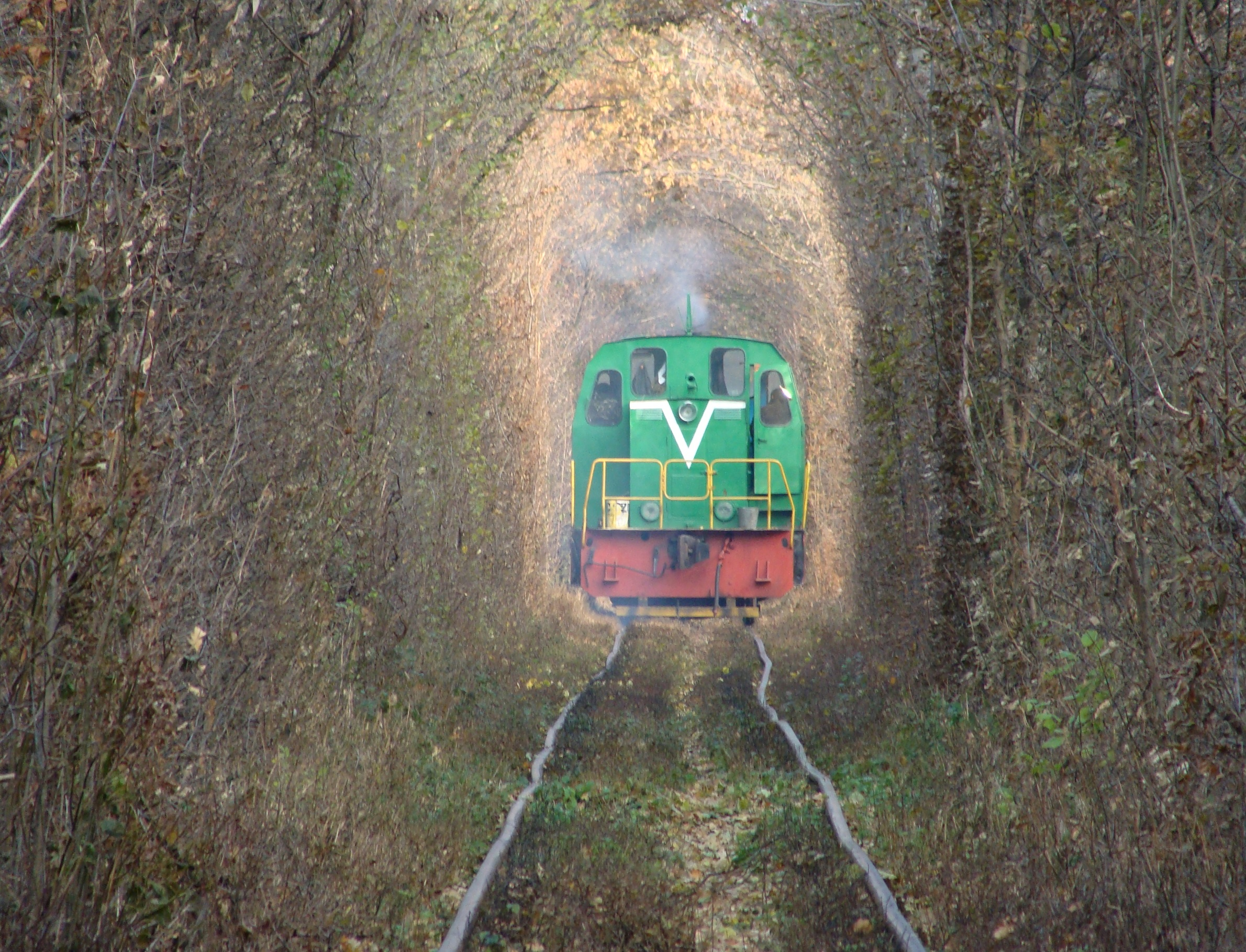
Un treno transita attraverso il tunnel
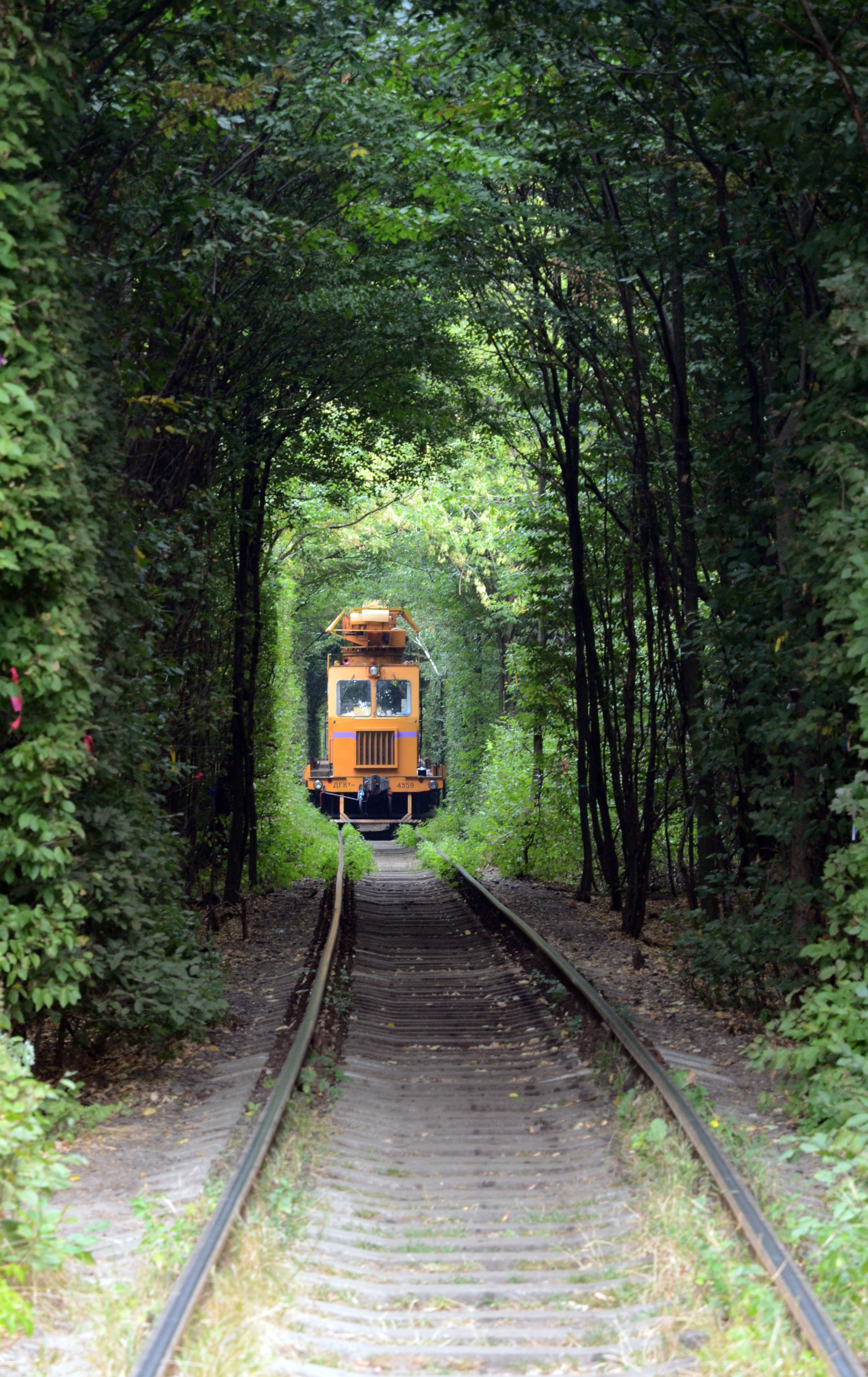
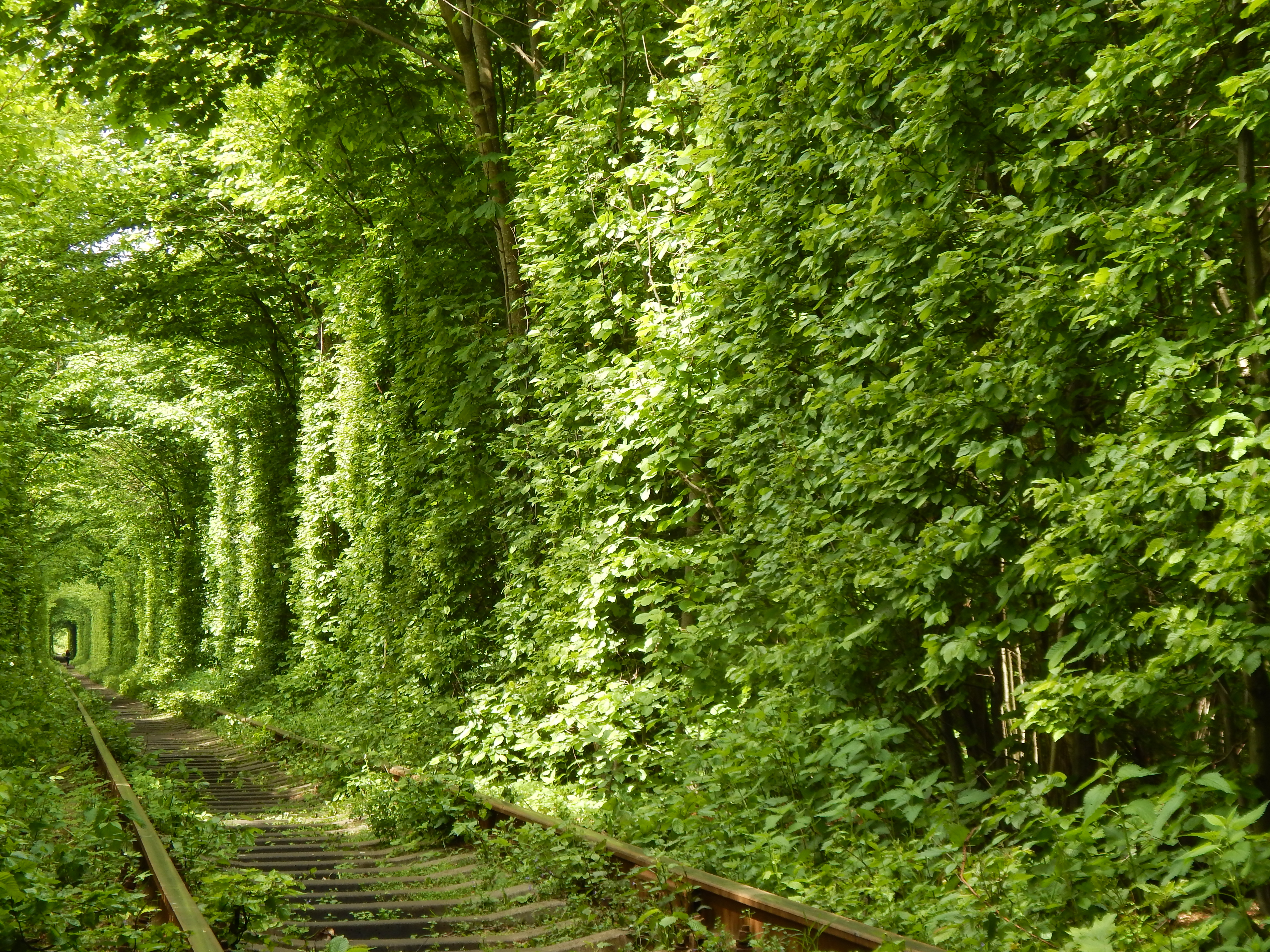
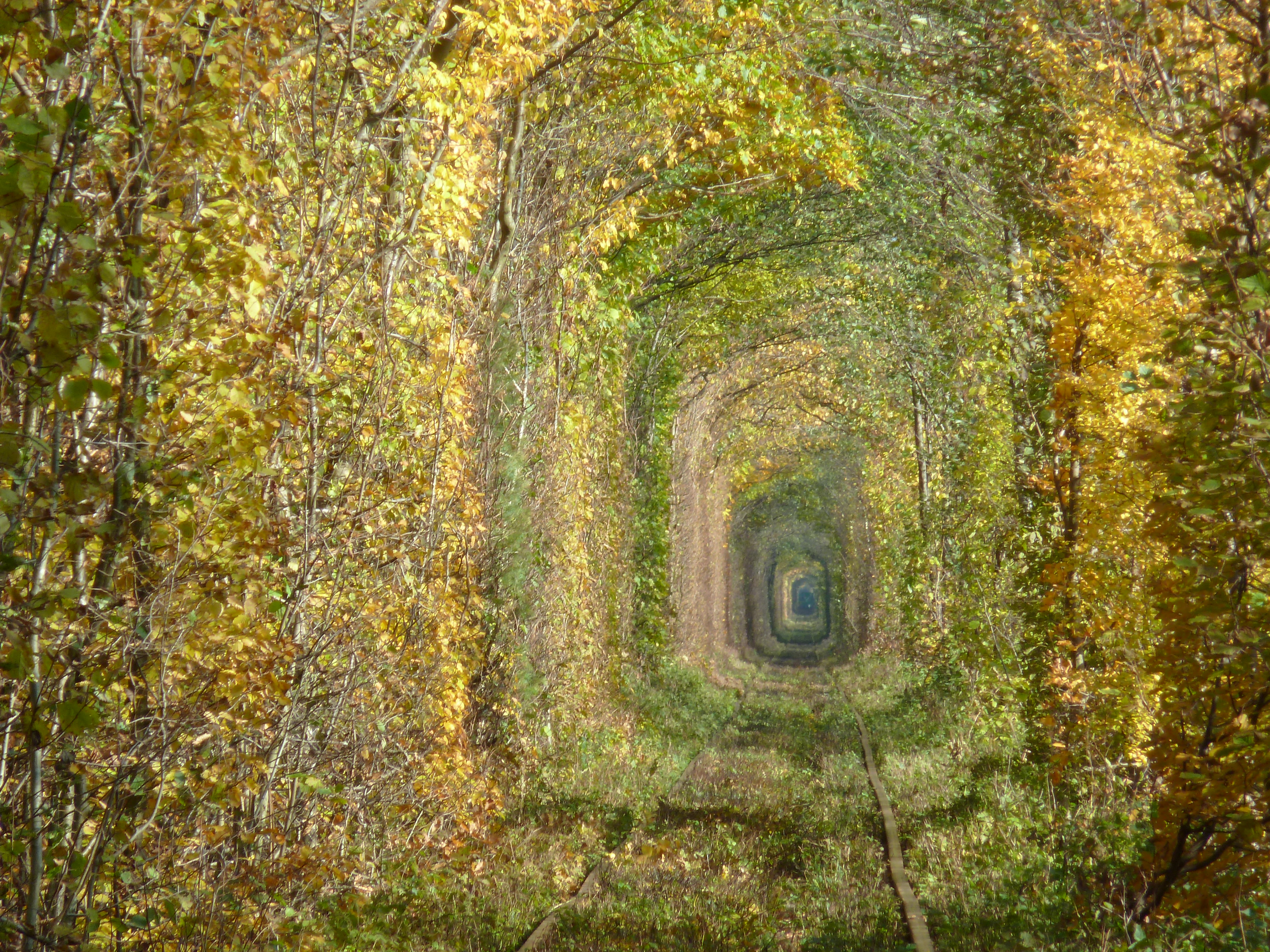
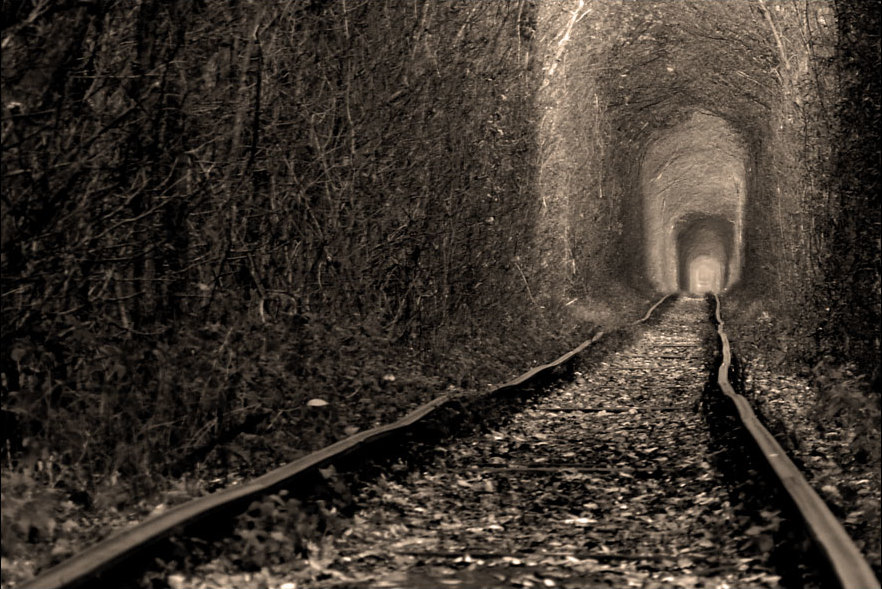
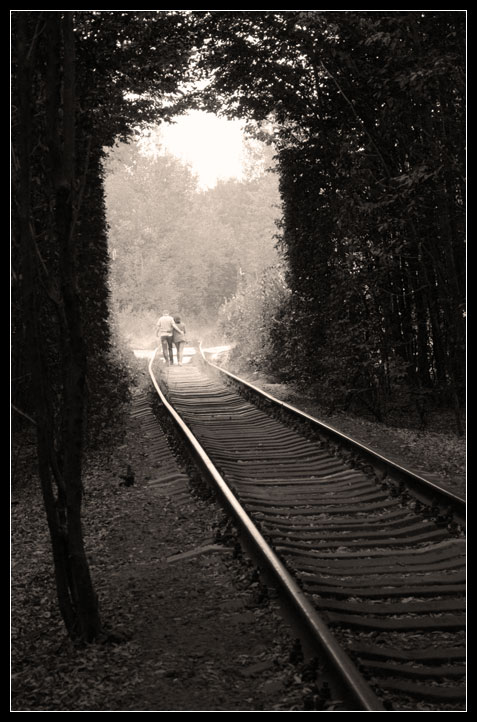
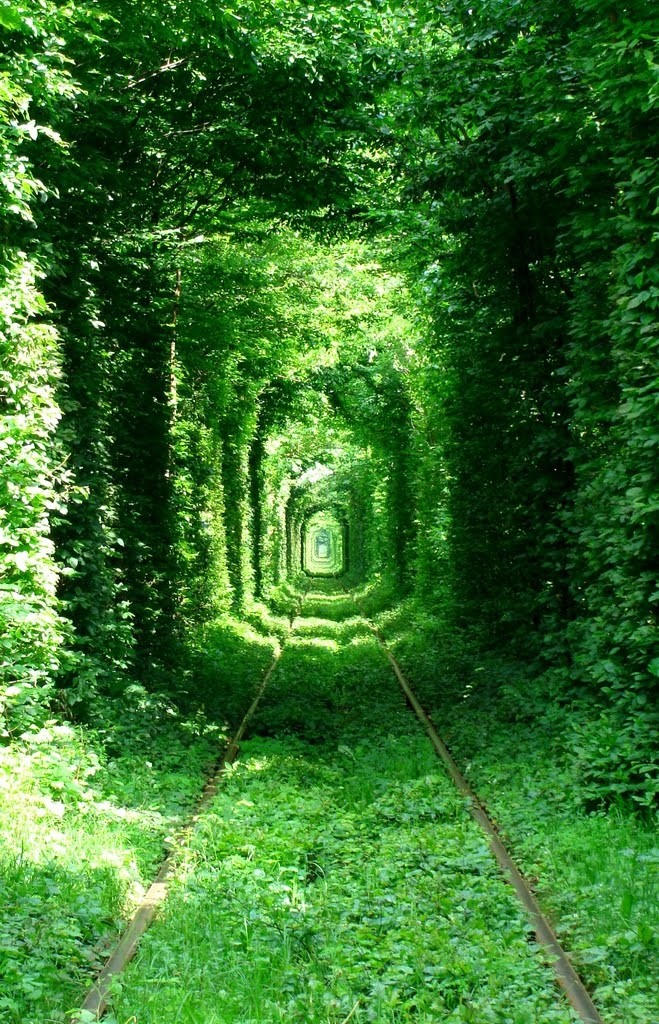
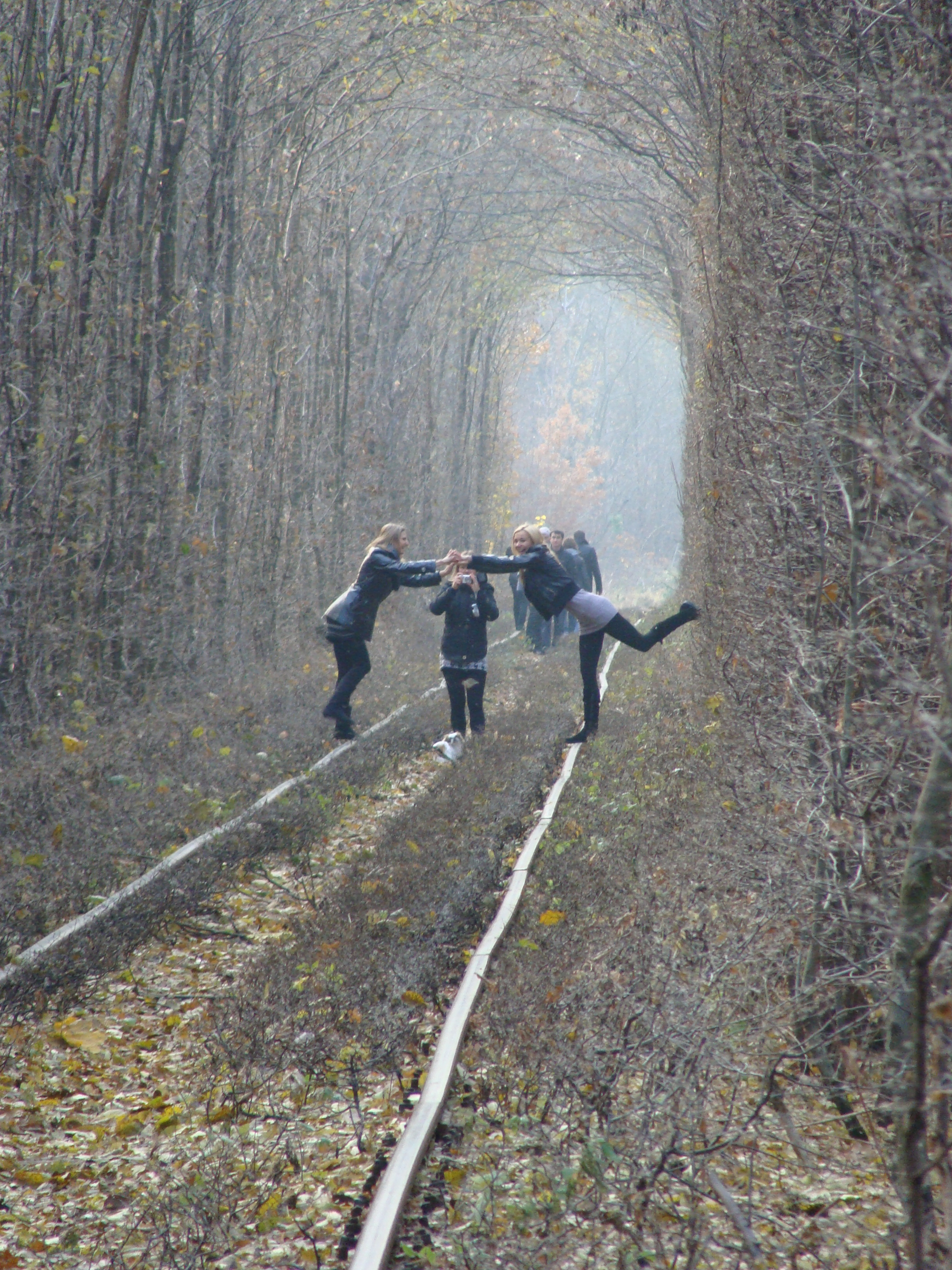